# 구타구

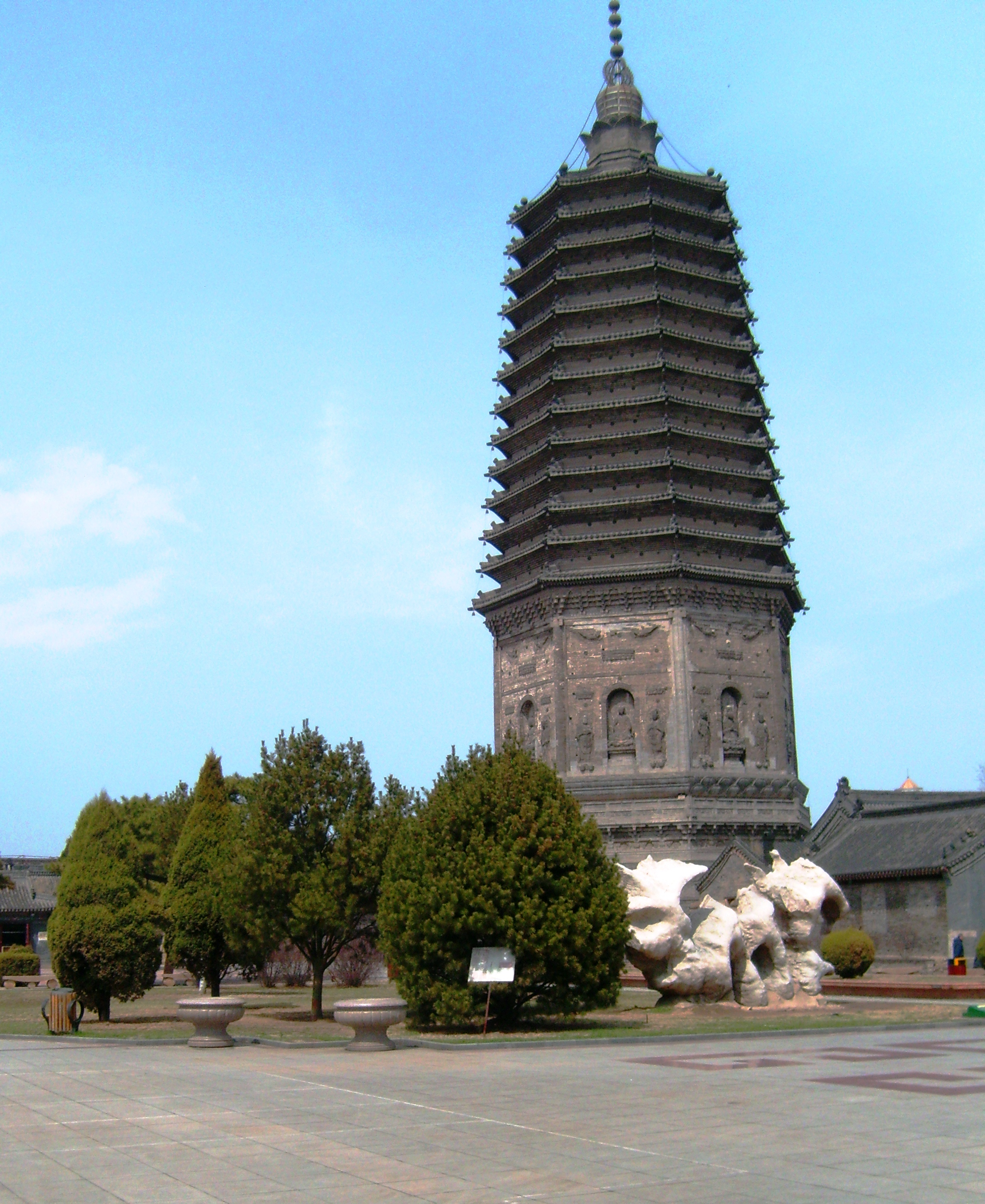

구타구(한국어: 고탑구, 중국어: 古塔区, 병음: Gǔtǎ Qū)는 중화인민공화국 랴오닝성 진저우시의 행정구역이다. 넓이는 28km2이고, 인구는 2007년 기준으로 250,000명이다.

## 행정 구역
9개 가도를 관할한다.
- 가도: 天安街道, 石油街道, 北街街道, 保安街道, 饶阳街道, 南街街道, 站前街道, 敬业街道, 士英街道.